# آلزیا

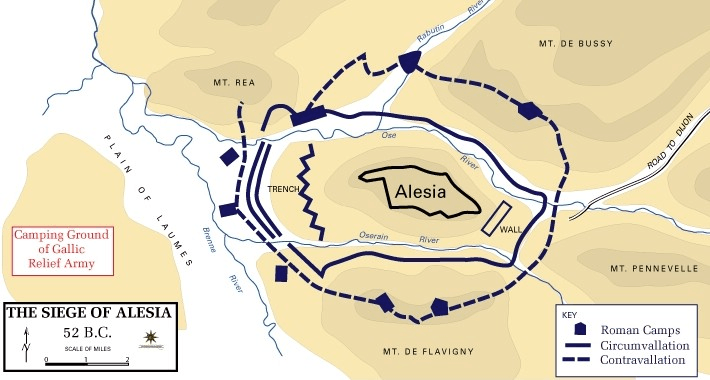
نقشهٔ شهربندان آلزیا به دست رومیان در ۵۲ پیش از میلاد. خط نقطه‌چین بیرونی، گِردپیچ رومی‌ها و خط ممتد سرمه‌ای، پادپیچ آلزیایی‌ها است.

آلِزیا نام پایتخت ماندوبی‌ها یکی از قبیله‌های گل بود. در دوران جنگ‌های گالی پس از پیروزی ژولیوس سزار آلزیا به یکی از شهرهای رومی تبدیل شد.
از زمان ناپلئون سوم کاوش‌هایی در آلزیا انجام گرفته‌بود. 
در ۵۲ (پیش از میلاد) این شهر میدان نبرد آلزیا میان ژولیوس سزار و گل‌ها به رهبری ورسینگتوریکس بود. پی‌آمد این جنگ پیروزی جمهوری روم برهمهٔ سرزمین گل بود.